# Licuala pahangensis
Licuala pahangensis är en enhjärtbladig växtart som beskrevs av Caetano Xavier Furtado. Licuala pahangensis ingår i släktet Licuala och familjen Arecaceae. Inga underarter finns listade i Catalogue of Life.